# Göran Edman
Göran Edman (* 28. April 1956 in Söderhamn) ist ein schwedischer Rock-Sänger und Komponist. Bekannt wurde er vor allem durch seine Arbeit mit dem Gitarristen Yngwie Malmsteen. Er war außerdem bei vielen Bands beschäftigt wie Brazen Abbot, John Norum, Kharma, Signum Regis und Karmakanic.

## Leben
Schon als Jugendlicher hörte Göran progressive Rockmusik wie Genesis und Yes. 1983 wurde er Mitglied der Formation Madison und nahm mit ihr zwei Alben auf. 1987 wurde er Sänger der John Norum Band, bevor er 1988 von Yngwie Malmsteen engagiert wurde und für drei Jahre Mitglied bei dessen Band war. Ab 1993 war er als selbstständiger Musiker bei vielen Bands und Projekten und nahm unzählige Alben auf.

## Diskografie
Madison
- Diamond Mistress (1984)
- Best in Show (1986)

John Norum
- Total Control (1987)
- Live in Stockholm (1990)

Yngwie Malmsteen
- Eclipse (1990)
- Fire and Ice (1992)

Glory
- Positive Buoyant (1993)
- Crisis vs. Crisis (1994)
- Wintergreen (1998)

Brazen Abbot
- Live and Learn (1995)
- Eye of the Storm (1996)
- Bad Religion (1997)
- Guilty as Sin (2003)
- My Resurrection (2005)

Street Talk
- Collaboration (1997)
- Transition (2000)
- Restoration (2002)
- Destination (2004)
- V (2006)

Snake Charmer
- Backyard Boogaloo (1998/2003)

Johansson
- The Last Viking (1999)

Reingold
- Universe (1999)

Kharma
- Wonderland (2000)

Nikolo Kotzev
- Nikolo Kotzev's Nostradamus (2001)

Benny Jansson
- Save the World (2002)

Karmakanic
- Entering the Spectra (2002)
- Wheel of Life (2004)
- Who's The Boss In The Factory? (2008)
- The Power Of Two (live USA) (2010)
- In a Perfect World (2011)
- Dot (2016)

Crossfade
- White on Blue (2004)
- Secret Love (2011)

Xsavior
- Caleidoscope (2005)

Richard Andersson
- Ultimate Andersson Collection (2005)

Time Requiem
- Optical Illusion (2006)

Corin & Edman
- Roc De Light (2006)

Jayce Landberg
- Lost Without You (EP) (2007)
- Break The Spell (2008)
- Good Sleepless Night (2010)

Vindictiv
- Vindictiv (2008)
- Ground Zero (2009)

Signum Regis
- Signum Regis (2008)

Shadrane
- Temporal (2008)

GEFF
- Land Of The Free (2009)

Stratosphere
- Fire Flight (2010)

Als Gastmusiker (Auszug)
- Talisman – Best of Talisman|Best of… (1996)
- AOR – L.A. Reflection (2002)
- Talisman – Talisman (reissue) (2003)
- Minstrel Spirit – Enter the Woods (2004)
- Vitalij Kuprij's – Revenge (2005)
- Voices Of Rock – MMVII  (2007)
- Silent Call – Creations From A Chosen Path  (2008)
- Arthur Falcone's Stargazer – Genesis of a prophecy  (2009)
- Alberto Rigoni – Three Wise Monkeys  (2012)
- Marc Vanderberg – ‘‘Devil May Care‘‘ (2015)
- Michael Schinkel´s ETERNAL FLAME –[3] Smoke on the Mountain (2018)
- Marc Vanderberg – "Phoenix From The Ashes" (2019)